# Elecciones estatales de Guerrero de 2024
Las elecciones estatales de Guerrero de 2024 se llevarán a cabo el domingo 2 de junio de 2024 y en ellas se renovarán los siguientes cargos de elección popular del estado mexicano de Guerrero:
- 46 diputados estatales: 28 diputados electos por mayoría relativa y 18 designados mediante representación proporcional para integrar la LXIV Legislatura
- 85 ayuntamientos: Compuestos por un presidente municipal, un síndico y un grupo de regidores. Electos para un periodo de tres años.

## Organización

### Partidos políticos
En las elecciones estatales tienen derecho a participar quince partidos políticos. Siete son partidos políticos con registro nacional: Partido Acción Nacional (PAN), Partido Revolucionario Institucional (PRI), Partido de la Revolución Democrática (PRD), Partido del Trabajo (PT), Partido Verde Ecologista de México (PVEM), Movimiento Ciudadano (MC) y Movimiento Regeneración Nacional (Morena). Y ocho partidos políticos estatales: Fuerza por México Guerrero (FPMG), Partido Encuentro Solidario Guerrero (PESG), Partido México Avanza (PMA), Partido de la Sustentabilidad Guerrerense (PSG), Partido Alianza Ciudadana (PAC), Movimiento Laborista Guerrero (MLG), Partido del Bienestar Guerrero (PBG) y Partido Regeneración.

### Distritos electorales
Para la elección de diputados de mayoría relativa del Congreso del Estado de Guerrero el estado se divide en 28 distritos electorales. La distritación electoral vigente fue publicada por el Instituto Nacional Electoral en noviembre de 2022.
| Distrito | Cabecera     | Municipios | Mapa | Distrito          | Cabecera    | Municipios |
| -------- | ------------ | ---------- | ---- | ----------------- | ----------- | ---------- |
| 1        | Chilpancingo | 1          |      | 15                | Cruz Grande | 7          |
| 2        | Chilpancingo | 1          | 16   | Ometepec          | 5           |            |
| 3        | Acapulco     | 1          | 17   | Coyuca de Catalán | 4           |            |
| 4        | Acapulco     | 1          | 18   | Pungarabato       | 5           |            |
| 5        | Acapulco     | 1          | 19   | Zumpango del Río  | 3           |            |
| 6        | Acapulco     | 1          | 20   | Teloloapan        | 7           |            |
| 7        | Acapulco     | 1          | 21   | Taxco de Alarcón  | 3           |            |
| 8        | Acapulco     | 1          | 22   | Iguala            | 1           |            |
| 9        | Acapulco     | 1          | 23   | Huitzuco          | 6           |            |
| 10       | Técpan       | 3          | 24   | Tixtla            | 5           |            |
| 11       | Petatlán     | 3          | 25   | Chilapa           | 2           |            |
| 12       | Zihuatanejo  | 3          | 26   | Olinalá           | 7           |            |
| 13       | San Marcos   | 3          | 27   | Tlapa             | 6           |            |
| 14       | Ayutla       | 4          | 28   | San Luis Acatlán  | 6           |            |

## Congreso del Estado
|  | 37.62 % |

|  | 15.82 % |

|  | 8.51 % |

|  | 8.09 % |

|  | 7.51 % |

|  | 6.26 % |

|  | 3.86 % |

|  | 1.48 % |

|  | 1.37 % |

|  | 0.95 % |

|  | 0.73 % |

|  | 0.68 % |

|  | 0.59 % |

|  | 0.56 % |

|  | 0.48 % |

|  | 5.39 % |

|  | 0 % |